# Costelytra symmetrica
Costelytra symmetrica är en skalbaggsart som beskrevs av Given 1966. Costelytra symmetrica ingår i släktet Costelytra och familjen Melolonthidae. Inga underarter finns listade i Catalogue of Life.